# 3650
3650為Twins的第四張國語專輯，於2011年7月20日在香港發行，亦是到目前為止最後一張華語大碟。專輯共有五個不同封面；平裝版只有一個封面；限量特別版共有四個不同封面，並加送澳洲寫真集和十年紀念集，香港限量版预售便断货，14天內即獲雙白金唱片，大陆发行8周后也破金唱片销量（2万张）。台灣未正式發行，但有部份唱片行自行進口香港版販售。
Twins踏入十週年，蔡卓妍（阿Sa）與鍾欣桐（阿嬌）積極籌備她們慶祝的「3650十週年企劃概念」，率先帶來全新國語專輯《3650》。 Twins 第四張國語專輯收錄由陳台證、符傳義和陳少琪為Twins量身打造夏日主打歌「3650」，以及十週年紀念曲「我們之間」和回憶Twins成長點滴的串燒歌「友愛十年」共十首新作，以答謝歌迷們十年來不離不棄的支持。
2001年5月18日一對美麗的雙生兒經過上天巧妙的安排組成了動人的組合Twins，時間一天天過去，雙生兒從不間斷的努力共同走過了3650個璀璨亮麗；2011年5月是Twins踏入演藝圈的第10個年頭，在這10年裡她們相知、相惜、友愛10年。
雙生兒感情不變，Twins挑選自出道以來的畫面結集而成160多頁十年紀念集，見證二人的成長歷程。此外，她們更遠赴澳州開恩茲拍攝寫真集，這本170多頁寫真集連同國語專輯《3650》、Twins十年紀念集、四首主打歌 MV+拍攝封面的製作特輯DVD和A3雙面海報，全輯錄於《3650》十週年紀念寫真集Boxset之內。

## 曲目
CD （所有版本CD收錄曲目相同）
| 曲序 | 曲名       | 作曲                                                  | 填詞                                                       | 編曲                                    | 附註                       |
| 01   | 3650       | 陳台證、符傳義                                        | 陳少琪                                                     | 陳台證、符傳義                          | 首波主打（10周年主題曲）   |
| 02   | 我們之間   | 謝芊彤@阿房宫                                         | 陳少琪                                                     | 陳台證                                  | 第二波主打                 |
| 03   | Talk To Me | 王建威                                                | 陳少琪                                                     | 王建威、莊冬昕、Fergus Chow@ BGI        | 第三波主打                 |
| 04   | 留言牆     | 程潔清                                                | 崔恕                                                       | 陳台證、符傳義                          |                            |
| 05   | 同時重生   | Damon Chui@Public Zoo                                 | 吳向飛                                                     | 舒文@ Zoo Music、Damon Chui@ Public Zoo |                            |
| 06   | 你會幸福的 | 鍾欣潼                                                | 鍾欣潼                                                     | Johnny Yim                              | 钟欣潼獨唱                 |
| 07   | 他不適合你 | 劉永輝                                                | 陳少琪                                                     | Johnny Yim                              |                            |
| 08   | 夏宇的愛情 | 蔡德才                                                | 林家敏@人山人海                                            | 蔡德才@人山人海                         | 蔡卓妍獨唱                 |
| 09   | Rainbow    | 蔡卓妍                                                | 鍾欣潼                                                     | Eric Kwok                               |                            |
| 10   | 友愛十年   | 伍樂城、陳偉、Edward Chan Charles Lee、周杰倫、林俊傑 | 許常德、李焯雄、崔恕、黃偉文、林夕、陳少琪、黃祖蔭、何啟弘 | 朱俊傑@Baron Pro                        | 第四波主打（10周年串燒歌） |

| DVD （香港版） | DVD （香港版）         |
| 曲序           | 曲目                   |
| -------------- | ---------------------- |
| 1.             | 3650 MV                |
| 2.             | 我們之間 MV            |
| 3.             | Talk To Me MV          |
| 4.             | 友愛10年 MV            |
| 5.             | Making of 3650友愛10年 |

## 發行版本
- 香港首批限量版 CD+DVD 4種封面 捆扎澳洲寫真集和十年紀念集BOX [1]
- 香港平裝版 CD+DVD [2]
- 大陸引進版 CD [3]
- 馬來西亞版 CD

## 音樂錄影帶
| 歌名                                 | 執導      | 制作       | 首發日期      | 附註               |
| 3650（页面存档备份，存于）           | Lenny Tso | SKYCO Asia | 2011年5月18日 | Twins 10周年主題曲 |
| 我們之間（页面存档备份，存于）       | Lenny Tso | SKYCO Asia | 2011年6月2日  |                    |
| Talk To Me（页面存档备份，存于）     | Lenny Tso | SKYCO Asia | 2011年6月17日 |                    |
| 友愛十年（页面存档备份，存于）       |           |            | 2011年6月17日 | 10周年串燒歌       |
| Making of 3650（页面存档备份，存于） |           |            | 2011年7月20日 | 十週年企畫製作花絮 |

## 派台歌曲
- 《3650》
- 《我們之間》

## 銷售成績
| 榜單                | 最高位 |
| ------------------- | ------ |
| 台灣 佳佳唱片華語榜 | 8      |
| 香港 唱片商會銷量榜 | 1      |
| 香港 HMV唱片銷量榜  | 1      |
| 中國 信諾榜         | 1      |

| 地區                                  | 认证    | 认证单位/销量 |
| ------------------------------------- | ------- | ------------- |
| 香港（國際唱片業協會（香港會））      | 2× 白金 | 60,000*       |
| *僅含認證的實際銷量 ^僅含認證的出貨量 |         |               |

## 獎項
2011：
1. 勁歌金曲優秀選第三回：最受歡迎華語歌曲《我們之間》
2. TVB8金曲榜頒獎典禮：金曲獎《3650》
3. 十大勁歌金曲頒獎典禮：最受歡迎華語歌曲獎（金獎）《3650》
4. 新城國語力頒獎禮2011：新城國語力歌曲《3650》
5. 新城勁爆頒獎禮2011：新城勁爆歌曲《3650》
6. Yahoo! 搜尋人氣大獎：搜尋人氣國語歌曲《3650》
7. uChannel我撐起樂壇2011頒獎禮：Youth最喜愛國語唱片《3650》
8. SINA Music樂壇民意指數頒獎禮2011：最高收聽率二十大歌曲《3650》
9. 第八屆勁歌王金曲金榜頒獎禮：國語金曲獎《3650》
10. 音樂先鋒榜頒獎典禮：港台十大先鋒金曲《3650》

2012：
1. IFPI香港唱片銷量大獎2011：十大暢銷國語唱片《3650》
2. 第三屆MY Astro至尊流行榜頒獎典禮：MY Astro至尊金曲獎《3650》